# Éditions de Windows 10
Windows 10 possède douze éditions différentes, toutes avec des fonctionnalités différentes, des usages différents, et des supports différents. 
Certaines éditions sont fournies par les OEM, tandis que les éditions Entreprise ou Éducation ne sont disponibles que par le biais des canaux de licence en volume. Microsoft met également à disposition des fabricants des éditions pour des appareils précis, comme les smartphones (Windows 10 Mobile), ou des objets connectés.

## Éditions de base
Les éditions de base sont des éditions vendues à l'unité.

### Famille (Homeen anglais)
Windows 10 Famille (ou Home) est conçu pour une utilisation personnelle avec des ordinateurs, des tablettes ou des PC 2-en-1. Il comprend toutes les fonctions destinées aux consommateurs,,.

### Professionnel (ou abrégéPro)
Windows 10 Professionnel inclut toutes les fonctionnalités de Windows 10 Famille, avec des fonctionnalités supplémentaires qui sont orientées pour l'environnement professionnel, comme Active Directory, Bureau à Distance, BitLocker, Hyper-V et Windows Defender Device Guard,,.

### Professionnel pour les Stations de travail
Windows 10 Professionnel pour les Stations de travail est conçu pour du matériel haut de gamme pour les tâches intensives. Cette édition prend en charge les processeurs (Intel Xeon, AMD Opteron et le plus récent AMD Epyc), peut supporter un maximum de quatre processeurs, 6 To de mémoire vive, le système de fichiers ReFS ; modules de mémoire non volatile (NVDIMM-N) ; et à distance accès direct à la mémoire (RDMA).

## Éditions pour les organisations
Ces éditions ajoutent des fonctionnalités pour faciliter le contrôle des systèmes d'exploitation au sein d'une organisation. Le principal moyen de les acquérir avec un contrat de clé de licence en volume avec Microsoft.

### Éducation
Windows 10 Éducation est commercialisé par le biais des clés de licence en volume académique. Cette édition est construite sur la version Enterprise, elle possède d'ailleurs les mêmes caractéristiques. Cependant, depuis la version 1709, cette édition possède moins de fonctionnalités.

### Entreprise
Windows 10 Entreprise offre toutes les fonctionnalités de Windows 10 Professionnel, avec des fonctionnalités supplémentaires pour faciliter la gestion des organisations. Windows 10 Entreprise peut-être configuré sur trois branches de mises à jour : le Canal semi-annuel, Canal Semi-annuel (ciblé) et le programme Windows Insider.

## Éditions abandonnées
Les éditions suivantes de Windows 10 sont abandonnées (Microsoft a confirmé qu'il quittait le marché des appareils mobiles grand public, ainsi, Windows Mobile et Windows Mobile Enterprise ne seront plus mis à jour, ni remplacés),,.

### Mobile
Windows 10 Mobile était conçu pour les smartphones et les petites tablettes. Ce système d'exploitation incluait toutes les fonctionnalités basiques pour le consommateur, avec notamment Continuum. Il est de facto de le successeur de Windows Phone 8.1 et Windows RT.

### Mobile Enterprise
Windows 10 Mobile Enterprise offre toutes les fonctionnalités de Windows 10 Mobile, avec des fonctionnalités supplémentaires pour aider les organisations, d'une manière similaire à Windows 10 Enterprise, mais optimisée pour les appareils mobiles.

### S et mode S
Windows 10 S est une version de Windows 10 limitée.

## Tableau de comparaison
| Élément                                | Signification |
| -------------------------------------- | --- |
| Oui                                    | La fonctionnalité est présente dans l'édition |
| Oui, depuis la [mise à jour]           | La fonctionnalité est présente dans l'édition depuis une certaine version                                                                                                |
| Non                                    | La fonctionnalité n'est pas présente dans l'édition |
| [Explication]                          | La fonctionnalité est partiellement présente dans l'édition |
| [Explication], depuis la [mise à jour] | La fonctionnalité est partiellement présente dans l'édition, après avoir installé une certaine version. (Il se peut qu'elle fût présente ou non avant cette mise à jour) |

| Fonctionnalité                                                | Famille                                         | Pro                                             | Éducation Pro                                   | Éducation                                       | Entreprise                                      |
| ------------------------------------------------------------- | ----------------------------------------------- | ----------------------------------------------- | ----------------------------------------------- | ----------------------------------------------- | ----------------------------------------------- |
| Architecture                                                  | x86, x64                                        | x86, x64                                        | x86, x64                                        | x86, x64                                        | x86, x64                                        |
| Disponibilité                                                 | OEM, Vente                                      | OEM, Vente, Clé de licence en volume            | Clé de licence en volume académique             | Clé de licence en volume                        | Clé de licence en volume                        |
| Possède une variante N ou KN ?                                | Oui                                             | Oui                                             | Oui                                             | Oui                                             | Oui                                             |
| Mémoire physique maximale (RAM)                               | 4 Go sur x86 128 Go sur x64                     | 4 Go sur x86 2 To (2 048 Go) sur x64            | 4 Go sur x86 2 To (2 048 Go) sur x64            | 4 Go sur x86 2 To (2 048 Go) sur x64            | 4 Go sur x86 2 To (2 048 Go) sur x64            |
| Niveau minimum de télémétrie                                  | De base                                         | De base                                         | De base                                         | Sécurité                                        | Sécurité                                        |
| Continuum                                                     | Oui                                             | Oui                                             | Oui                                             | Oui                                             | Oui                                             |
| Contrôle parental                                             | Oui, depuis la 1703                             | Non                                             | Non                                             | Non                                             | Non                                             |
| Cortana                                                       | Oui                                             | Oui                                             | Oui, désactivé par défaut                       | Oui, depuis la 1703                             | Oui                                             |
| Chiffrement du périphérique matériel                          | Oui                                             | Oui                                             | Oui                                             | Oui                                             | Oui                                             |
| Microsoft Edge                                                | Oui                                             | Oui                                             | Oui                                             | Oui                                             | Oui                                             |
| Support de plusieurs packs linguistiques                      | Oui                                             | Oui                                             | Oui                                             | Oui                                             | Oui                                             |
| Productivité mobile gérée                                     | Oui                                             | Oui                                             | Oui                                             | Oui                                             | Oui                                             |
| Chargement latéral des gammes d'applications professionnelles | Oui                                             | Oui                                             | Oui                                             | Oui                                             | Oui                                             |
| Bureaux virtuels                                              | Oui                                             | Oui                                             | Oui                                             | Oui                                             | Oui                                             |
| Windows Hello                                                 | Oui                                             | Oui                                             | Oui                                             | Oui                                             | Oui                                             |
| Windows Spotlight                                             | Oui                                             | Oui                                             | Non                                             | Oui                                             | Oui                                             |
| Suggestions du Microsoft Store,                               | Oui                                             | Oui                                             | Oui, peut être désactivé                        | Non                                             | Non                                             |
| Remote Desktop                                                | Client seulement                                | Client et hôte                                  | Client et hôte                                  | Client et hôte                                  | Client et hôte                                  |
| Remote App                                                    | Client seulement                                | Client seulement                                | Client seulement                                | Client et hôte                                  | Client et hôte                                  |
| Support ReFS                                                  | Impossible de créer, depuis la 1709             | Impossible de créer, depuis la 1709             | Impossible de créer, depuis la 1709             | Impossible de créer, depuis la 1709             | Oui                                             |
| Sous-système Windows pour Linux                               | Environnements 64-bit seulement, depuis la 1607 | Environnements 64-bit seulement, depuis la 1607 | Environnements 64-bit seulement, depuis la 1607 | Environnements 64-bit seulement, depuis la 1607 | Environnements 64-bit seulement, depuis la 1607 |
| Hyper-V                                                       | Non                                             | Environnements 64-bit seulement                 | Environnements 64-bit seulement                 | Environnements 64-bit seulement                 | Environnements 64-bit seulement                 |
| Accès attribué 8.1                                            | Non                                             | Oui                                             | Oui                                             | Oui                                             | Oui                                             |
| BitLocker                                                     | Non                                             | Oui                                             | Oui                                             | Oui                                             | Oui                                             |
| Store pour les entreprises                                    | Non                                             | Oui                                             | Oui                                             | Oui                                             | Oui                                             |
| Accès conditionnel                                            | Non                                             | Oui                                             | Oui                                             | Oui                                             | Oui                                             |
| Peut passer à la branche CBB (mises à jour différées) ?       | Non                                             | Oui                                             | Oui                                             | Oui                                             | Oui                                             |
| Device Guard                                                  | Non                                             | Oui                                             | Oui                                             | Oui                                             | Oui                                             |
| Protection des données d'entreprise                           | Non                                             | Oui                                             | Oui                                             | Oui                                             | Oui                                             |
| Mode Internet Explorer pour les entreprises (MIEE)            | Non                                             | Oui                                             | Oui                                             | Oui                                             | Oui                                             |
| Rejoindre un domaine et gestion des stratégies de groupe      | Non                                             | Oui                                             | Oui                                             | Oui                                             | Oui                                             |
| Rejoindre un Active Directory Microsoft Azure                 | Non                                             | Oui                                             | Oui                                             | Oui                                             | Oui                                             |
| Catalogue privé                                               | Non                                             | Oui                                             | Oui                                             | Oui                                             | Oui                                             |
| Windows Analytics                                             | Non                                             | Oui                                             | Oui                                             | Oui                                             | Oui                                             |
| Protection des informations Windows                           | Non                                             | Oui                                             | Oui                                             | Oui                                             | Oui                                             |
| Windows Update pour Entreprise                                | Non                                             | Oui                                             | Oui                                             | Oui                                             | Oui                                             |
| Windows To Go                                                 | Non                                             | Oui                                             | Oui                                             | Oui                                             | Oui                                             |
| AppLocker                                                     | Non                                             | Non                                             | Non                                             | Oui                                             | Oui                                             |
| BranchCache                                                   | Non                                             | Non                                             | Non                                             | Oui                                             | Oui                                             |
| Credential Guard                                              | Non                                             | Non                                             | Non                                             | Oui                                             | Oui                                             |
| DirectAccess                                                  | Non                                             | Non                                             | Non                                             | Oui                                             | Oui                                             |
| Microsoft App-V                                               | Non                                             | Non                                             | Non                                             | Oui                                             | Oui                                             |
| Microsoft Desktop Optimization Pack (MDOP)                    | Non                                             | Non                                             | Non                                             | Oui                                             | Oui                                             |
| Microsoft UE-V                                                | Non                                             | Non                                             | Non                                             | Oui                                             | Oui                                             |
| Contrôle de Start screen avec les stratégies de groupe        | Non                                             | Non                                             | Non                                             | Oui                                             | Oui                                             |
| Contrôle Expérience Utilisateur et verrouillage               | Non                                             | Non                                             | Non                                             | Oui                                             | Oui                                             |
| Unified Write Filter (UWF)                                    | Non                                             | Non                                             | Non                                             | Oui                                             | Oui                                             |
| Option LTSC                                                   | Non                                             | Non                                             | Non                                             | Non                                             | Oui                                             |
| Fonctionnalités                                               | Famille                                         | Pro                                             | Éducation Pro                                   | Éducation                                       | Entreprise                                      |